# Mhamid
Mhamid är en ort i Marocko.   Den ligger i regionen Drâa-Tafilalet, 500 km söder om huvudstaden Rabat.